# Gaspero Barbera
Gaspero Barbèra (Torino, 12 gennaio 1818 – Firenze, 13 marzo 1880) è stato un editore e tipografo italiano.

## Biografia

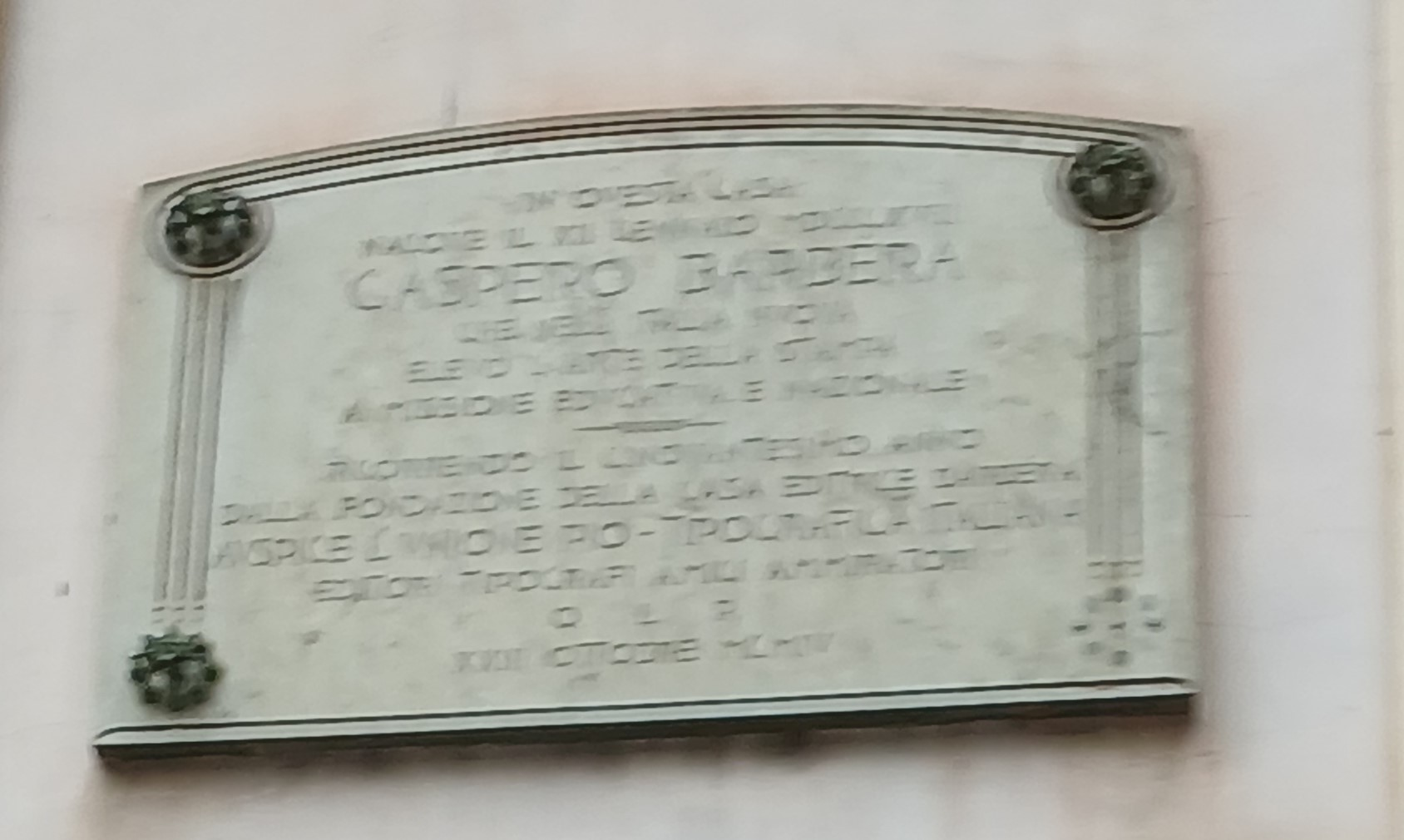
Targa sulla casa natale del Barbera in via Palazzo di città

Gaspero Barbèra era figlio di mercanti di stoffe torinesi i quali, benché di modeste condizioni, fecero frequentare al figlio una scuola di latino e le scuole italiane istituite a Torino nel 1830. All’età di quindici anni trovò lavoro come apprendista in un negozio di stoffe e nel tempo libero si dedicò alla lettura, riuscendo così a procurarsi una cultura, magari lacunosa, ma fondata su precise e solide tradizioni.
Dopo un breve periodo trascorso nel Canton Ticino, tornato a Torino, il Barbèra trovò lavoro presso un libraio e nel 1840, attraverso Giuseppe Pomba, conobbe l'editore milanese Paolo Fumagalli che si trovava a Firenze. A Firenze, dove si era trasferito per lavorare con il Fumagalli, ebbe modo di frequentare il Gabinetto Vieusseux e conoscere eminenti letterati. Nel 1841 iniziò la sua collaborazione con Felice Le Monnier nella cui libreria rimase per ben quattordici anni ed ebbe parte importante nella fondazione della celebre collana "Biblioteca Nazionale".

### Stamperia e casa editrice

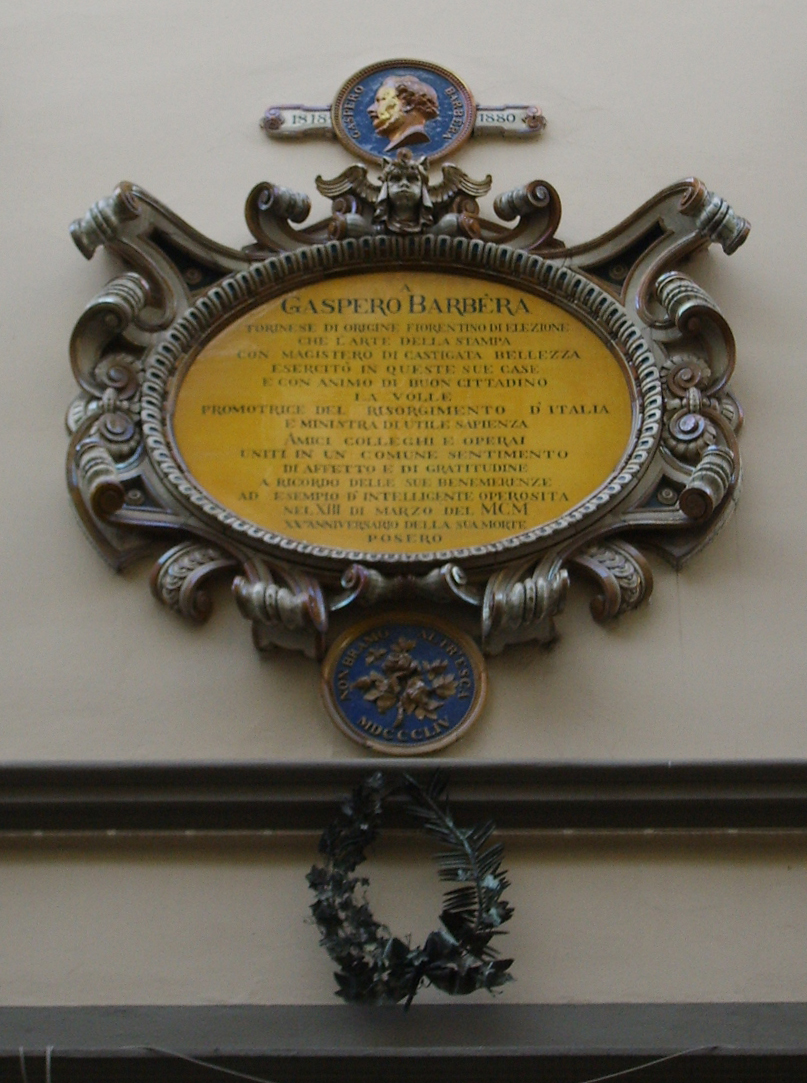
Targa a ricordo di Gaspero Barbèra in via Faenza (Firenze).

Il 1º ottobre 1854, aiutato finanziariamente dal marchese Gualterio, si associò con Celestino Bianchi e con altri quattordici azionisti, proprietari di una tipografia deficitaria, per fondare la nuova società "Barbèra, Bianchi e comp., nello stabile che poi fu occupato dalla chiesa delle Calasanziane, in via Faenza al numero 56, ed ebbe come soci i fratelli Beniamino e Celestino Bianchi, che avevano la ditta in Piazza Santa Croce e che si trasferirono nella nuova sede.
Nel 1860 Celestino Bianchi entrò nella vita politica, sciolse la società e Gaspero Barbèra continuò a gestire da solo la tipografia editrice, diventandone così unico proprietario. La società in accomandita, costituita il 24 aprile 1855 sotto la denominazione Barbèra, Bianchi e comp., fu sciolta il 30 aprile 1860, quando divenne la Casa editrice Barbèra. Barbèra fu un imprenditore moderno e attento a cogliere i segni di una situazione politica che stava profondamente cambiando e svolse a Firenze, in un ambiente moderato e per tutto il decennio preunitario fino al trasferimento della capitale a Roma, un'importante funzione di aggregazione culturale.
Di tendenza liberale, la Tipografia Barbèra diffuse tra il 1858 e il 1860 molte pubblicazioni di carattere politico. Nel 1859 nacque il quotidiano «La Nazione», voce ufficiosa dei moderati e del governo provvisorio della Toscana, Gaspero Barbèra ne fu stampatore e amministratore dal primo numero (13 luglio 1859) fino al 1870. Nel campo della produzione libraria, considerava inscindibile l'attività economica e quella morale di un editore. Avvertì che il pubblico era interessato al dibattito legato alla politica, all'attualità, alla questione linguistica e alla letteratura italiana ma capì anche che era importante divulgare opere che avessero largo smercio nelle scuole, scritte in forma chiara e funzionale. Fu così, per attirare il maggior numero di lettori, proponendo opere classiche e capolavori della letteratura italiana che nacque la curata ed elegante "Collezione Diamante". I volumetti della "Diamante" entrarono in molte case italiane e rappresentarono per la Ditta Barbèra un grosso successo editoriale ed economico.
Il Barbèra diede fiducia al giovane Giosuè Carducci, al quale affidò la responsabilità di coordinatore e di curatore della collana.
Alla sua morte l'attività fu continuata dai figli Piero (Firenze 1854-1921) e Luigi.
Gasparo Barbèra e i suoi figli ebbero un carteggio con Niccolò Tommaseo; Piero Barbèra (1854-1921), consapevole del valore di questa corrispondenza, il 30 gennaio 1885 scrisse a Girolamo Tommaseo, figlio di Niccolò: «...Mi affretterò a ricercare fra le Carte paterne le lettere dell'illustre suo Genitore, e le metterò da parte; se uno di questi giorni Ella vorrà favorire da me, gliele mostrerò, e se vorrà prenderle seco, io consentirò ben volentieri, purché dopo che se ne sarà servito me le renda, o me ne dia copia; giacché a me servono, consultando io spessissimo quelle carte, che formano la Storia delle Edizioni della mia casa, Storia che nessun altri può narrarmi ora che è morto mio Padre e i suoi amici a poco alla volta scompaiono anch'essi dalla scena del mondo...».

## Opere
Dopo la sua morte vennero pubblicate dai figli le sue Memorie di un editore (1883).
Una nuova edizione delle Memorie fu fatta nel 1930, nel cinquantesimo anniversario della morte di Gaspero, a cura del figlio Luigi. Nel 1954 in occasione del primo centenario della fondazione della Casa, ne fu fatta una terza edizione.
Nel 1914 nella «Collezione Gialla» furono pubblicate sempre dai figli le Lettere di Gaspero Barbèra tipografo editore (1841-1879), con prefazione di Alessandro D'Ancona.

## Archivio
Il fondo Gaspero Barbèra è conservato presso la Giunti Editore a Firenze.